# Karaağaçlı, Germencik
Karaağaçlı là một xã thuộc huyện Germencik, tỉnh Aydın, Thổ Nhĩ Kỳ. Dân số thời điểm năm 2010 là 388 người.